# Zhongguo shijing
Das Zhongguo shijing (chinesisch 中国食经 – „Buch der chinesischen Esskultur“) ist ein von Ren Baizun (任百尊) herausgegebenes Nachschlagewerk zur chinesischen Ess- und Trinkkultur. Es entstand unter der Beteiligung führender Experten der chinesischen Küche.
Das mit einem alphabetischen Index, zahlreichen Tafeln und Übersichten versehene Werk behandelt alle Aspekte der chinesischen Ess- und Trinkkultur und ihrer Geschichte: Kochutensilien, Kochmethoden, Schneidetechniken, Schlachtkörperzerlegung, Zutaten, diätetische Aspekte, Kulinaria, historische Rezepte, die Gegenwartsküche der verschiedenen Regionalküchen, die Küchen historischer Regionen, der verschiedenen chinesischen Nationalitäten, berühmte Köche, Küchenphilosophie, es lieferte Exzerpte aus den wichtigsten klassischen Werken zur Kochkunst und aus literarischen Werken und bietet eine Übersicht über die wichtigsten Quellen zur Geschichte der chinesischen Ess- und Trinkkultur.
Das 1004 Seiten umfassende Werk erschien in der gleichen Ausstattung wie das Zhongguo chajing (Buch der chinesischen Teekultur) und Zhongguo jiujing (Buch der chinesischen Trinkkultur).

## Bibliographische Angaben
- Ren Baizun (Hrsg.): Zhongguo shijing, Shanghai: Shanghai wenhua chubanshe 1999, ISBN 7-80511-927-9.